# Espen Olsen
Espen Olsen (Oslo, 13 marzo 1979) è un allenatore di calcio ed ex calciatore norvegese, di ruolo attaccante.

## Carriera

### Club
Olsen si trasferì nel 2002 allo HamKam e debuttò per la nuova squadra nell'Adeccoligaen il 14 aprile 2002 sostituendo Magne Brun nel pareggio per due a due contro l'Ørn-Horten. Segnò la prima rete il 16 giugno dello stesso anno, portando momentaneamente in vantaggio il suo club contro il Manglerud Star (la partita si concluse con un punteggio di due a due). A seguito della promozione dello HamKam nel 2003, poté esordire nella Tippeligaen. Fu infatti titolare alla prima giornata di campionato, in data 12 aprile 2004, nel pareggio esterno per uno a uno contro il Sogndal. La prima rete nella massima divisione norvegese fu datata 2 maggio, quando contribuì al successo per due a zero della sua squadra contro il Bodø/Glimt. Alla fine della Tippeligaen 2006, l'HamKam retrocesse ma Olsen rimase momentaneamente in squadra.
Nell'estate 2007, però, venne acquistato dallo Stabæk. Debuttò per il nuovo club il 3 settembre, nella sconfitta casalinga per due a zero contro il Fredrikstad, sostituendo Alanzinho. Dopo sei apparizioni, senza reti all'attivo, fu ceduto in prestito allo Start, militante nell'Adeccoligaen. Esordì nella vittoria per cinque a due della sua squadra sul Nybergsund-Trysil del 5 aprile 2008. Il primo gol per lo Start arrivò ai danni dello Hønefoss, in una partita che si concluse con un pareggio per tre a tre.
Sempre nel corso della stessa stagione, fu acquistato a titolo definitivo dal Sogndal, che lo fece debuttare il 10 giugno, nel pareggio per uno a uno contro il Sandnes Ulf. Il 17 agosto segnò la prima rete, permettendo alla sua squadra di pareggiare per uno a uno contro il Moss. Nel 2010, conquistò la promozione nella Tippeligaen con la sua squadra.

### Nazionale
Olsen esordì con la Norvegia nella partita amichevole contro il Messico del 26 gennaio 2006, persa due a uno: sostituì Alex Valencia nel corso del secondo tempo. Tre giorni dopo, collezionò la seconda presenza in Nazionale, nella sconfitta per cinque a zero contro gli Stati Uniti, sempre in amichevole.

## Statistiche

### Cronologia presenze e reti in Nazionale
| Cronologia completa delle presenze e delle reti in nazionale ― Norvegia | Cronologia completa delle presenze e delle reti in nazionale ― Norvegia | Cronologia completa delle presenze e delle reti in nazionale ― Norvegia | Cronologia completa delle presenze e delle reti in nazionale ― Norvegia | Cronologia completa delle presenze e delle reti in nazionale ― Norvegia | Cronologia completa delle presenze e delle reti in nazionale ― Norvegia | Cronologia completa delle presenze e delle reti in nazionale ― Norvegia | Cronologia completa delle presenze e delle reti in nazionale ― Norvegia |
| Data                                                                    | Città                                                                   | In casa                                                                 | Risultato                                                               | Ospiti                                                                  | Competizione                                                            | Reti                                                                    | Note                                                                    |
| ----------------------------------------------------------------------- | ----------------------------------------------------------------------- | ----------------------------------------------------------------------- | ----------------------------------------------------------------------- | ----------------------------------------------------------------------- | ----------------------------------------------------------------------- | ----------------------------------------------------------------------- | ----------------------------------------------------------------------- |
| 25-1-2006                                                               | San Francisco                                                           | Messico                                                                 | 2 – 1                                                                   | Norvegia                                                                | Amichevole                                                              | -                                                                       | 62’ 84’                                                                 |
| 29-1-2006                                                               | Carson                                                                  | Stati Uniti                                                             | 5 – 0                                                                   | Norvegia                                                                | Amichevole                                                              | -                                                                       | 46’                                                                     |
| Totale                                                                  |                                                                         | Presenze                                                                | 2                                                                       |                                                                         | Reti                                                                    | 0                                                                       |                                                                         |

## Palmarès

### Giocatore

#### Competizioni nazionali
- 1. divisjon: 1

Sogndal: 2010